# The Aboriginal Port Folio
The Aboriginal Port Folio est un recueil de lithographies du début du XIXe siècle présentant des portraits de chefs de tribus amérindiennes. Il est vraisemblablement la première représentation picturale américaine importante de la vie nord-amérindienne.

## Description
Le recueil fut publié à Philadelphie en 1835-1836 par James Otto Lewis. Lewis, commissionné par le Bureau des affaires indiennes, assista à des cérémonies de traités amérindiens entre 1825 et 1828 et dessina des portraits des chefs tribaux présents. La majorité des dessins provenaient des cérémonies de traité suivantes :
- Le premier traité de Prairie du Chien, signé en août 1825 à Prairie du Chien, Wisconsin ;
- Traité avec les Potawatomis, signé le 16 octobre 1826 à Mississinewa, Indiana (voir traité de Mississinewa (en)) ;
- Traité avec les Miamis, signé le 23 octobre 1826 à Fort Wayne, Indiana ;
- Traité avec les Ojibwés et autres, signé en 1827 à Butte des Morts, Wisconsin.

En plus des dessins de chefs de tribus, des scènes de Prairie du Chien et de Butte des Morts sont présentes, ainsi qu'un dessin d'une danse de la pipe et d'une danse du tomahawk des Ojibwés.
Lewis fit également un voyage à Fond du Lac à l'été 1846 et y exécuta des dessins.
La plus ancienne peinture du recueil est datée de 1823 et la dernière de 1833. Aucune des peintures originales n'a survécu. La plupart des peintures ont été esquissées sur place et achevées à Détroit entre 1827 et 1833. La lithographie fut réalisée par Lehman et Duval à Philadelphie ; les couleurs sont « lavées » à la main. Certains portraits sont signés J. Barincou ; c'est très probablement le lithographe.